# فرخ‌آباد (فردیس)
فرخ‌آباد روستایی در مشکین‌دشت شهرستان فردیس در استان البرز ایران است.

## تاریخچه

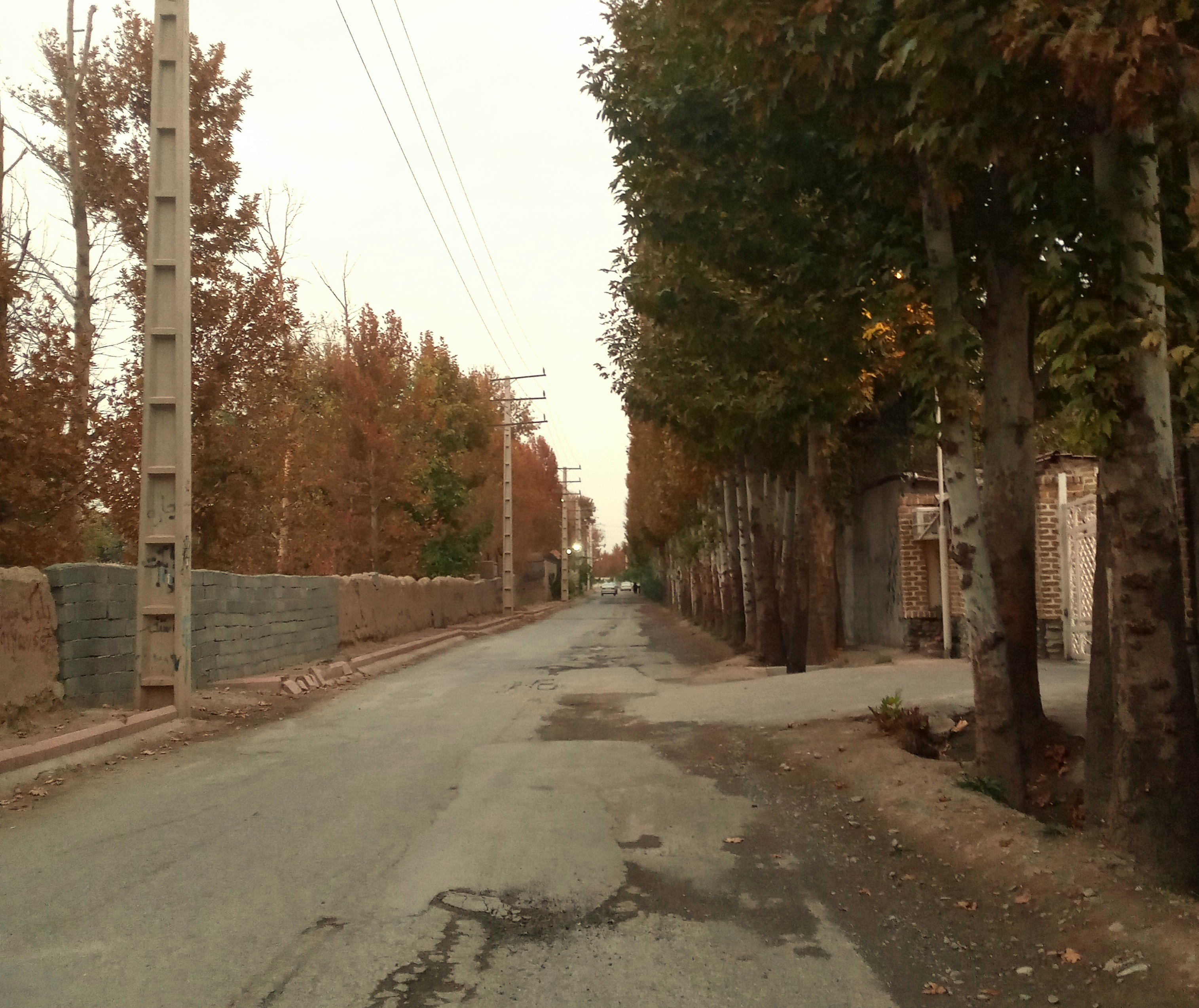
کوچه باغ‌های فرخ‌آباد

در جلد نخست کتاب فرهنگ جغرافیایی ایران نوشته حسینعلی رزم‌آرا که در تیرماه ۱۳۲۸ به چاپ رسیده است، دربارهٔ فرخ‌آباد اینگونه آمده است که نشان دهنده وضعیت این منطقه در آن دوران است: فرخ‌آباد دهی جزء بخش شهریار شهرستان تهران است. در ۱۰ کیلومتری شمال باختر علیشاه عوض و ۳ کیلومتری جنوب راه شوسه کرج به اشتهارد واقع است. در جلگه است و دارای آب و هوایی معتدل و مالاریائی است.
دارای ۳۷۶ سکنه شیعه مذهب و فارسی و ترکی زبان. دارای آب از قنات و رود کرج که فقط در بهار آب دارد. شغل مردم زراعت و باغداری است و محصولات ده غلات، صیفی و چغندر کاری است. دارای راه مالرو، از طریق کوشکک می‌توان ماشین برد.
در بهار ایل میش مست به حوالی این ده می‌آیند.

## جمعیت
این روستا در دهستان فرخ‌آباد قرار دارد و براساس سرشماری مرکز آمار ایران در سال ۱۳۹۵، جمعیت آن ۵٬۴۰۷ نفر (۱٬۶۷۵ خانوار) بوده است.